# Nathalie Becquart
Nathalie Becquart, XMCJ (nascida em 1969) é uma freira católica francesa e membro da Congregação de Xavières. Ela foi nomeada consultora do Sínodo dos Bispos da Igreja Católica em 2019 e nomeada uma de suas subsecretárias em 2021. De 2008 a 2018 presidiu o Serviço Nacional de Evangelização Juvenil e Vocacional (SNEJV) da Conferência Episcopal da França. Foi eleita uma das "100 mulheres mais inspiradoras e influentes do mundo em 2022" pela BBC.

## Infância e educação
Nathalie Becquart nasceu em Fontainebleau, em 1969. Ela se formou na HEC Paris, em 1992, com especialização em empreendedorismo. Ela foi voluntária por um ano no Líbano e depois trabalhou por dois anos como consultora em comunicação de marketing.
Em 1995, ingressou na Congregação de Xavières. Após um postulantado em Marselha e dois anos de noviciado, foi em missão por três anos pela equipe nacional dos Scouts de France, encarregada do programa Plein Vent (escotismo em bairros populares), estudou teologia e filosofia na Centre Sèvres (o seminário jesuíta de Paris), bem como sociologia, na Escola de Estudos Avançados em Ciências Sociais.

## Ministério jovem
Assim que se juntou aos Xavières, Becquart começou a apoiar os jovens dentro da Rede da Juventude Inaciana (agora conhecida como Rede Magis). Foi presidente da associação “Vida no mar, entrada na oração”, que oferece retiros espirituais a jovens em veleiros e anima muitos cruzeiros-retiros como skippers ou guias espirituais. Em sua juventude, ela gostava de tirar férias no mar. Em 2006, tornou-se responsável pela capelania dos alunos, em Créteil, na França. Em 2008, a Conferência dos Bispos da França a nomeou vice-diretora da pastoral estudantil e, em 2012, diretora do serviço nacional de evangelização juvenil e vocacional. Isso a levou a se envolver na preparação do sínodo dos bispos sobre "Jovens, fé e discernimento vocacional", tanto na França quanto em Roma, onde foi nomeada coordenadora geral do pré-sínodo dos jovens, em março de 2018, e auditora para esta XV Assembleia Geral Ordinária do Sínodo dos Bispos sobre os jovens, em outubro de 2018.

## Sínodo dos bispos
Em 24 de maio de 2019, ela foi nomeada, junto com outras quatro mulheres e um homem, como consultora da secretaria geral do Sínodo dos Bispos da Igreja Católica. É a primeira vez que mulheres são nomeadas para esse cargo. Ela viu a nomeação como parte do esforço do Papa Francisco "para implementar a sinodalidade em todos os níveis da vida da Igreja" e para se beneficiar da importante contribuição que as mulheres podem dar. Becquart propôs um passo simbólico de pedir a uma mulher que liderasse o retiro para a Cúria Romana por um ano. 
Em 6 de fevereiro de 2021, o Papa Francisco a nomeou subsecretária do Sínodo dos Bispos, tornando-a a primeira mulher a ter direito a voto no Sínodo Católico dos Bispos.